# Little Walter
Marion Walter Jacobs, conhecido como Little Walter (Marksville, Louisiana, 1 de Maio de 1930 — Burbank, 15 de Fevereiro de 1968) foi um cantor e gaitista de blues estadunidense, sua abordagem revolucionária sobre a harmonica lhe rendeu comparações a Charlie Parker e Jimi Hendrix pela inovação e impacto sobre gerações sucessoras. Seu virtuosismo e inovação musical fundamentalmente alteraram as expectativas de muitos ouvintes sobre o som que poderia ser feito com uma harmónica no blues. Um de seus maiores sucessos foi a canção My Babe em 1955 composta por Willie Dixon.

## Biografia

### Início da vida
Little Walter nasceu em Marksville, Louisiana e cresceu em  Alexandria, Louisiana, onde aprendeu a tocar harmónica. Depois de sair da escola aos 12 anos, Walter deixou a vida rural de Louisiana e viajou pela região de Nova Orleans, Memphis, Helena, Arkansas e St. Louis trabalhando como mascate e tocando nas ruas por trocados.
Ao chegar em Chicago em 1945, ele ocasionalmente encontrou trabalho como guitarrista mas atraiu mais atenção com suas habilidades já muito desenvolvidas com a harmónica. De acordo com Floyd Jones, a primeira gravação de Little Walter foi uma demo não lançada que foi feita logo após sua chegada a Chicago, na qual ele tocava guitarra base na banda de Jones.
Walter ficou frustrado por ter a sua harmónica escondida pelas guitarras elétricas, ele então adotou um método simples, mas pouco usado anteriormente, segurou com as mãos em forma de concha um pequeno microfone junto com a gaita, e plugou esse microfone em um amplificador de guitarra. Dessa maneira ele conseguia competir com o volume de qualquer guitarrista. Ao contrário de outros gaitistas da época como Sonny Boy Williamson e Snooky Pryor, que começaram a usar a técnica somente para aumentar o volume do instrumento, Walter usava o método para explorar e desenvolver radicalmente novos timbres e efeitos sonoros nunca ouvidos antes de uma harmónica ou qualquer outro instrumento. Madison Deniro escreveu uma pequena biografia de Little Walter, na qual afirma que Walter foi o primeiro músico de qualquer gênero a usar distorção elétrica de propósito.

### Sucesso
A primeira gravação de Walter a ser lançada foi feita em 1947 pelo pequeno selo Ora-Nelle de Bernard Abrams, que funcionava nas salas do fundo da loja Maxwell Radio and Records no coração da área comercial da Maxwell Street em Chicago. As primeiras gravações de Walter assim como muitas gravações de blues da época eram fortemente influenciadas pelo pioneiro na harmónica blues Sonny Boy Williamson (John Lee Williamson).
Little Walter se juntou a banda de Muddy Waters em 1948, e em 1950 estava tocando harmónica acústica nas gravações de Muddy pela Chess Records. A primeira aparição da harmónica amplificada de Walter foi em "Country Boy"/"Too Young To Know" (Chess 1452), gravada em 11 de julho de 1951. Durante anos depois de sua separação da banda de Muddy em 1952 Walter continuou participando das suas sessões de gravação, como resultado sua harmónica pode ser ouvida em praticamente todas as gravações clássicas de Muddy Waters da década de 50.
Como guitarrista, Little Walter gravou três músicas pelo selo Parkway com Muddy Waters e Baby Face Leroy Foster (relançado em CD como The Blues World of Little Walter pela Delmark Records em 1993). Walter também tocou guitarra em sessões com o pianista Eddie Ware e com Jimmy Rogers.
Walter deixou de lado sua carreira como líder de banda quando entrou para a banda de Muddy Water, mas tomou a frente de uma banda para sempre depois de começar a gravar pela subsidiária da Chess, a Checker Records, em maio de 1952. Sua primeira gravação como artista solo foi a música Juke, que permaneceu por oito semanas na primeira posição das paradas R&B da Billboard. Até então Juke havia sido o maior sucesso da Chess e seus selos afiliados. Little Walter fez mais 14 hits nas paradas R&B da Billboard entre 1952 e 1958, incluindo dois na primeira posição (o segundo foi "My Babe" em 1955), um sucesso comercial nunca antes atingido pelos principais músicos da Chess que eram Muddy Waters, Howlin' Wolf e Sonny Boy Williamson II.  Seguindo o padrão de Juke, a maioria dos lançamentos de single de Little Walterma década de 1950 apresentavam uma faixa com vocais no lado A e uma faixa instrumental no lado B. A maioria das músicas com vocais dos singles de Walter foram escritas por ele e por Willie Dixon ou adaptadas e atualizadas de temas antigos de blues. Em geral seu som era mais moderno e rápido que as outras músicas populares do que seria chamado mais tarde de Chicago blues, suas músicas tinham  um conceito mais voltado para o jazz.
Little Walter participou de gravações de diversos outros músicos, incluindo Jimmy Rogers, John Brim, Rocky Fuller, Memphis Minnie, The Coronets, Johnny Shines, Floyd Jones, Bo Diddley, Shel Silverstein,Sam Lay, Otis Rush, Johnny Young e Robert Nighthawk.
Walter sofria de alcoolismo e tinha um forte temperamento, fatores que ajudaram no declínio de sua fama e fortuna no final dos anos 50, apesar de ter feito duas turnês pela Europa, em 1964 e 1967. O  forte boato que correu durante anos de que Walter teria escursionado pelo Reino Unido com os The Rolling Stones em 1964 foi refutado por Keith Richards. A turnê de 1967 pela Europa, como parte do American Folk Blues Festival, resultou na única filmagem feita de Little Walter se apresentando. Filmagens de Walter tocando com Hound Dog Taylor e Koko Taylor em um programa de televisão dinamarquêsem outubro de 1967 foram lançadas em DVD em 2004.
Em 1967 a Chess lançou um álbum de estúdio apresentando Little Walter, Bo Diddley e Muddy Waters intitulado Super Blues.

### Morte
Poucos meses depois de retornar de sua segunda turnê européia, se envolveu em uma briga na pausa de um show em um clube noturno no sul de Chicago. As lesões relativamente pequenas agravaram danos sofridos em brigas anteriores e Walter acabou morrendo enquanto dormia no apartamento de uma namorada na no número 209 E. da rua 54 em Chicago na manhã seguinte. A causa oficial da sua morte é indicada como Trombose coronária em seu atestado de óbito. As lesões externas em seu corpo eram tão insignificantes que a polícia acabou ignorando e declarou sua morte como sendo por causas desconhecidas ou naturais. Seu corpo foi enterrado no St. Mary's Cemetery em Evergreen Park, Illinois em 22 de fevereiro de 1968.

## Premiações e reconhecimento
- 1986 - Blues Hall of Fame: "Juke" (Classics of Blues Recordings - Singles or Album Tracks category)[7]
- 1991 - Blues Hall of Fame: Best of Little Walter (Classics of Blues Recordings - Albums category)[7]
- 1995 - Rock and Roll Hall of Fame: "Juke" (500 Songs that Shaped Rock and Roll)[8]
- 2003 - Rolling Stone: Best of Little Walter (No. 198 na lista The 500 Greatest Albums of All Time)[9]
- 2008 - Grammy Awards: "Juke" (Grammy Hall of Fame Award)[10]

- 2008 - Rock and Roll Hall of Fame[11]
- 2008 - Blues Hall of Fame[7]
- 2009 - Grammy Awards The Complete Chess Masters: 1950–1967 (Melhor álbum histórico)

## Discografia

### Singles de sucesso
Little Walter teve 15 singles que entraram nas paradas de sucesso durante sua carreira. Os Singles foram lançados pela Checker, uma subsidiária da Chess Records.
| Ano  | Título                       | Catalogo No. | R&B Billboard |
| ---- | ---------------------------- | ------------ | ------------- |
| 1952 | "Juke"                       | Checker 758  | 1             |
| 1952 | "Sad Hours"                  | Checker 764  | 2             |
| 1953 | "Mean Old World"             | Checker 764  | 6             |
| 1953 | "Tell Me Mama"               | Checker 770  | 10            |
| 1953 | "Off the Wall"               | Checker 770  | 8             |
| 1953 | "Blues with a Feeling"       | Checker 780  | 2             |
| 1954 | "You're So Fine"             | Checker 786  | 2             |
| 1954 | "Oh, Baby"                   | Checker 793  | 8             |
| 1954 | "You Better Watch Yourself"  | Checker 799  | 8             |
| 1954 | "Last Night"                 | Checker 805  | 6             |
| 1955 | "My Babe"                    | Checker 811  | 1*            |
| 1955 | "Roller Coaster"             | Checker 817  | 6             |
| 1956 | "Who"                        | Checker 833  | 7             |
| 1958 | "Key to the Highway"         | Checker 904  | 6             |
| 1959 | "Everything Gonna Be Alright | Checker 930  | 25            |

*Também alcançou o número 106 na parada Top Pop da Billboard.

### Discografia selecionada
Assim como muitos músicos de blues da década de 60, Little Walter era um artista de singles. O único álbum lançado durante sua vida, Best of Little Walter, inclui 10 de seus singles de sucesso, mais dois lados B.  Depois de sua morte. Vários singles foram compilados em álbuns.  Os álbuns disponíveis atualmente, lançados pelo mais recente sucessor da Chess são os seguintes:
| Ano  | Título                                      | Selo            | Comentários |
| ---- | ------------------------------------------- | --------------- | --- |
| 1993 | The Blues World of Little Walter            | Delmark         | inclui 5 músicas da fase pré-Checker com Little Walter na harmonica sem amplificador, mais três na guitarra; relançamento do álbum da décade de 80       |
| 1998 | His Best: Chess 50th Anniversary Collection | Chess/Universal | inclui 12 de singles de sucesso, mais 8 músicas que não foram para as paradas; essencialmente é o álbum Best of Little Walter de 1958 lançado pela Chess |
| 2004 | Confessing the Blues                        | Universal Japão | relançamento do álbum de 1974 da Chess, mais 6 faixas bônus                                                                                              |
| 2004 | Hate to See You Go                          | Universal Japão | relançamento do álbum de 1969 da Chess, mais 2 faixas bônus                                                                                              |
| 2007 | Best of Little Walter                       | Universal Japão | relançamento do álbum de 1958 da Chess, mais 3 faixas bônus                                                                                              |
| 2009 | The Complete Chess Masters: 1950–1967       | Hip-O/Universal | 126 músicas em 5 CDs; todas gravações da Checker/Chess, incluindo versões alternativas                                                                   |

Little Walter também gravou diversas músicas como acompanhante.  The Definitive Collection (2006) de Muddy Waters e His Best (2003) de Jimmy Rogers (ambos pela Universal) incluem músicas com participação de Walter.